# CBS Overnight News
CBS Overnight News is de nachtelijke nieuwsuitzending van de CBS. De eerste uitzending vond plaats op 30 maart 1992 en verving Up to the Minute, dat sinds 1992 werd uitgezonden. CBS Overnight News wordt uitgezonden van 02.00 tot 03.00 uur EST, met herhalingen tot 07.00 uur lokale tijd, afhankelijk van de zender. Het programma wordt gevolgd door het CBS Morning News.

## Nieuwslezers
- Russ Mitchell (1992-1993)
- Monica Gayle (1992-1993)
- Troy Roberts (1993-1995)
- Sharyl Attkisson (1993-1995)
- Nanette Hansen (1995-1998)
- Mika Brzezinski (1998-2000)
- Melissa McDermott (2000-2006)
- Meg Oliver (2006-2009)
- Michelle Gielan (2009-2010)
- Betty Nguyen (2010-2012)
- Terrell Brown (2012-2013)
- Anne-Marie Green (2013-2015)
- Jeff Glor (2015– 2016;2017-2019)
- Scott Pelley (2015-2017)
- Elaine Quijano (2016-2020
- Anthony Mason (2017)
- Norah O'Donnell (2019-heden)
- Jericka Duncan (2020-heden)